# Gastrochilus ciliaris
Gastrochilus ciliaris är en orkidéart som beskrevs av Tokujirô Tokijiro Maekawa. Gastrochilus ciliaris ingår i släktet Gastrochilus och familjen orkidéer. Inga underarter finns listade i Catalogue of Life.